# Duitsland op het Eurovisiesongfestival 2022
Duitsland nam deel aan het Eurovisiesongfestival 2022 in Turijn, Italië. Het was de 65ste deelname van het land aan het Eurovisiesongfestival. De ARD was verantwoordelijk voor de Duitse bijdrage voor de editie van 2022.

## Selectieprocedure
De ARD maakte op 4 november 2021 bekend dat de inzending voor het Eurovisiesongfestival in 2022 via een nationale selectie zou worden gekozen. In zowel 2020 als 2021 werd een interne selectie gehouden. Geïnteresseerde kandidaten konden zich tot en met 30 november 2021 aanmelden. Daarnaast gingen diverse radiozenders aan de slag om ook kandidaten te werven. Uit het totale aanbod van 944 inzendingen werden zes kandidaten geselecteerd. Op 4 maart werd middels het programma Germany 12 Points de Duitse inzending gekozen.
De liveshow vond plaats in Berlijn en werd gepresenteerd door Barbara Schöneberger. De winnaar werd bepaald door de stemmen van luisteraars van diverse Duitse radiozenders die via internet hun stem konden uitbrengen. De punten uit de radiostemming werden opgeteld bij die van de tv-kijkers die op basis van de live-optredens konden stemmen. De show werd gewonnen door Malik Harris met zijn lied Rockstars. 

## Germany 12 Points 2022
4 maart 2022
| Plaats | Artiest                 | Lied           | Radiojury | Televoting | Totaal |
| ------ | ----------------------- | -------------- | --------- | ---------- | ------ |
| 1      | Malik Harris            | Rockstars      | 90        | 118        | 208    |
| 2      | Maël & Jonas            | I swear to God | 106       | 79         | 185    |
| 3      | Nico Suave & Team Liebe | Hallo Welt     | 63        | 94         | 157    |
| 4      | Felicia Lu              | Anxiety        | 74        | 65         | 139    |
| 5      | Eros Atomus             | Alive          | 53        | 70         | 123    |
| 6      | Emily Roberts           | Soap           | 46        | 7          | 53     |

## In Turijn
Als lid van de vijf grote Eurovisielanden mocht Duitsland automatisch deelnemen aan de grote finale, op zaterdag 14 mei 2022. Malik Harris was als dertiende van 25 acts aan de beurt, net na Kalush Orchestra uit Oekraïne en gevolgd door Monika Liu uit Litouwen. Duitsland eindigde uiteindelijk op de laatste plaats, met zes punten. De jury's hadden geen punten over voor de Duitse inzending. Het was de achtste rode lantaarn voor Duitsland in de geschiedenis van het Eurovisiesongfestival.
1956 · 1957 · 1958 · 1959 · 1960 · 1961 · 1962 · 1963 · 1964 · 1965 · 1966 · 1967 · 1968 · 1969 · 1970 · 1971 · 1972 · 1973 · 1974 · 1975 · 1976 · 1977 · 1978 · 1979 · 1980 · 1981 · 1982 · 1983 · 1984 · 1985 · 1986 · 1987 · 1988 · 1989 · 1990 · 1991 · 1992 · 1993 · 1994 · 1995 · 1996 · 1997 · 1998 · 1999 · 2000 · 2001 · 2002 · 2003 · 2004 · 2005 · 2006 · 2007 · 2008 · 2009 · 2010 · 2011 · 2012 · 2013 · 2014 · 2015 · 2016 · 2017 · 2018 · 2019 · 2020 · 2021 · 2022 · 2023 · 2024 · 2025
Albanië · Armenië · Australië · Azerbeidzjan · België · Bulgarije · Cyprus · Denemarken · Duitsland · Estland · Finland · Frankrijk · Georgië · Griekenland · Ierland · IJsland · Israël · Italië · Kroatië · Letland · Litouwen · Malta · Moldavië · Montenegro · Nederland · Noord-Macedonië · Noorwegen · Oekraïne · Oostenrijk · Polen · Portugal · Roemenië · San Marino · Servië · Slovenië · Spanje · Tsjechië · Verenigd Koninkrijk · Zweden · Zwitserland